# Гуїро

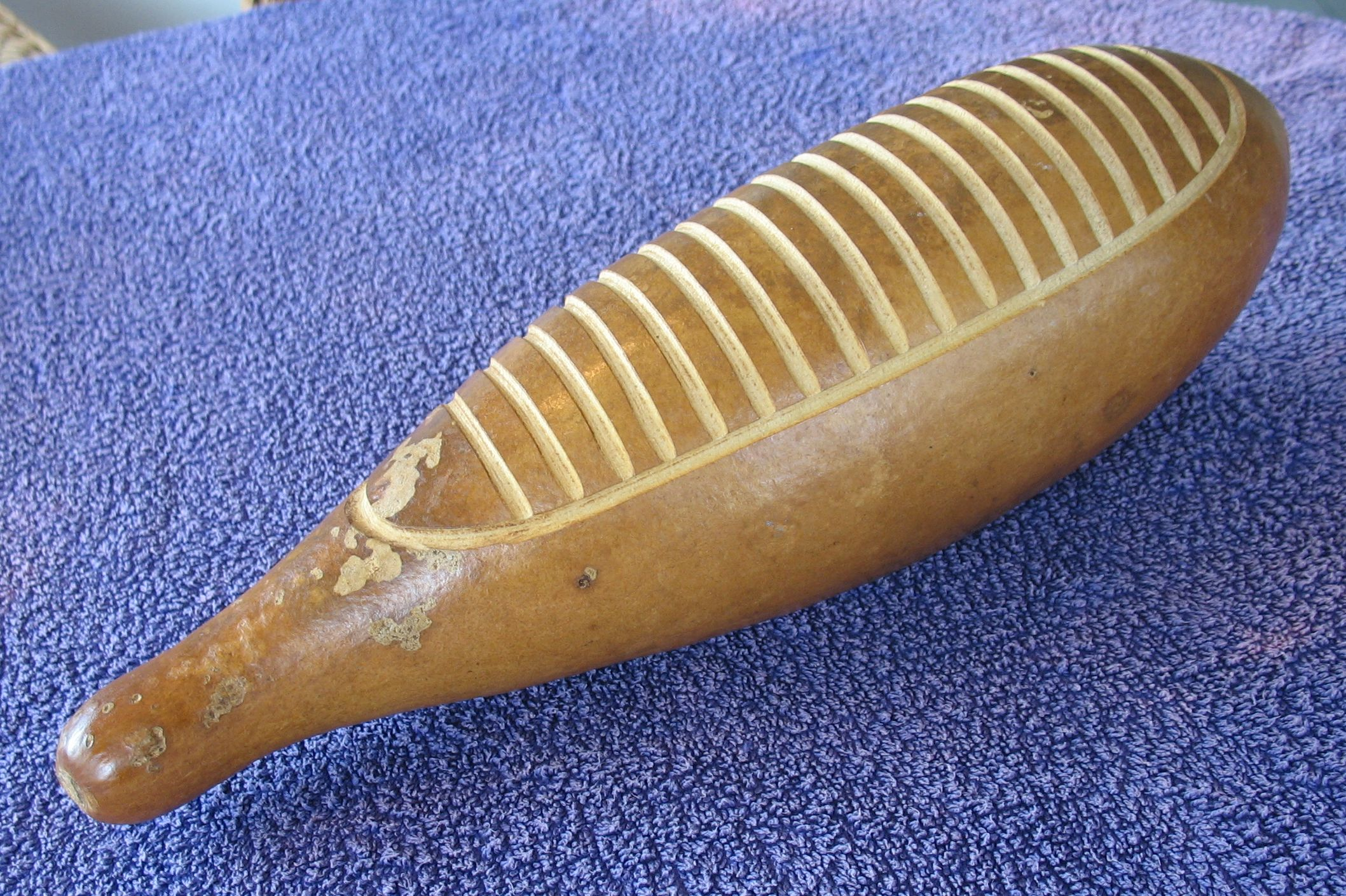
Гуїро з Куби

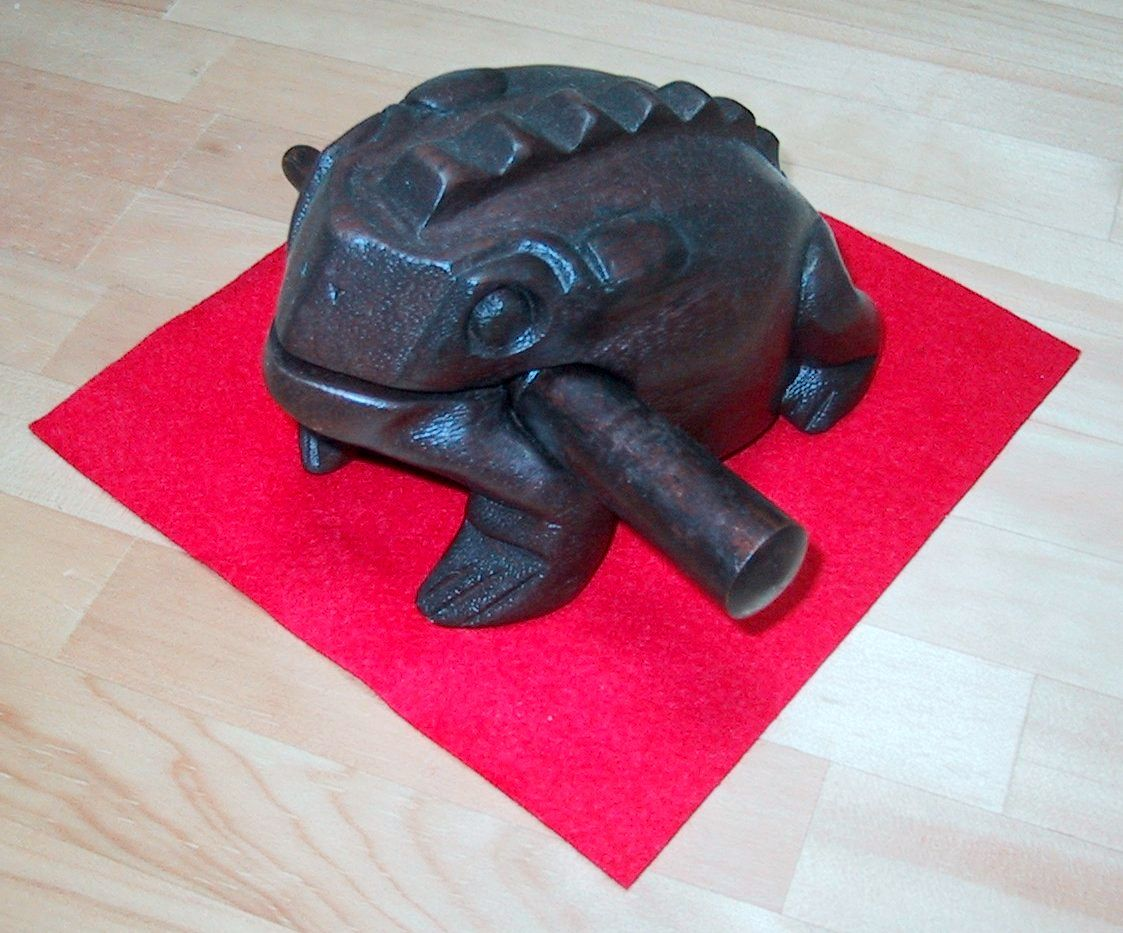
Гуїро з Японії

Гуїро́ — ударний музичний інструмент з невизначеною висотою звуку з родини ідіофонів латиноамериканського походження.
Являє собою висушений плід довгастого гарбуза з поперечними насічками зверху і отвором знизу для звукового резонансу. Виготовляється також з рогу тварин, міцних сортів дерева чи іншого твердого матеріалу.
Гуїро має високий, різкий, з характерним тріскотінням звук. Грають на інструменті, тручи (різко проводячи) гранчастою паличкою по зарубках в обох напрямках. Використовується для підкреслення ритму.
Для показу напрямку руху палички доцільно виставляти в партії гуїро штрихи ↑ ↓ та нотними знаками відмічати тривалість звучання. До складу симфонічного оркестру гуїро вперше ввів І.Стравінський у «Весні Священній»